# فرودگاه تاراما

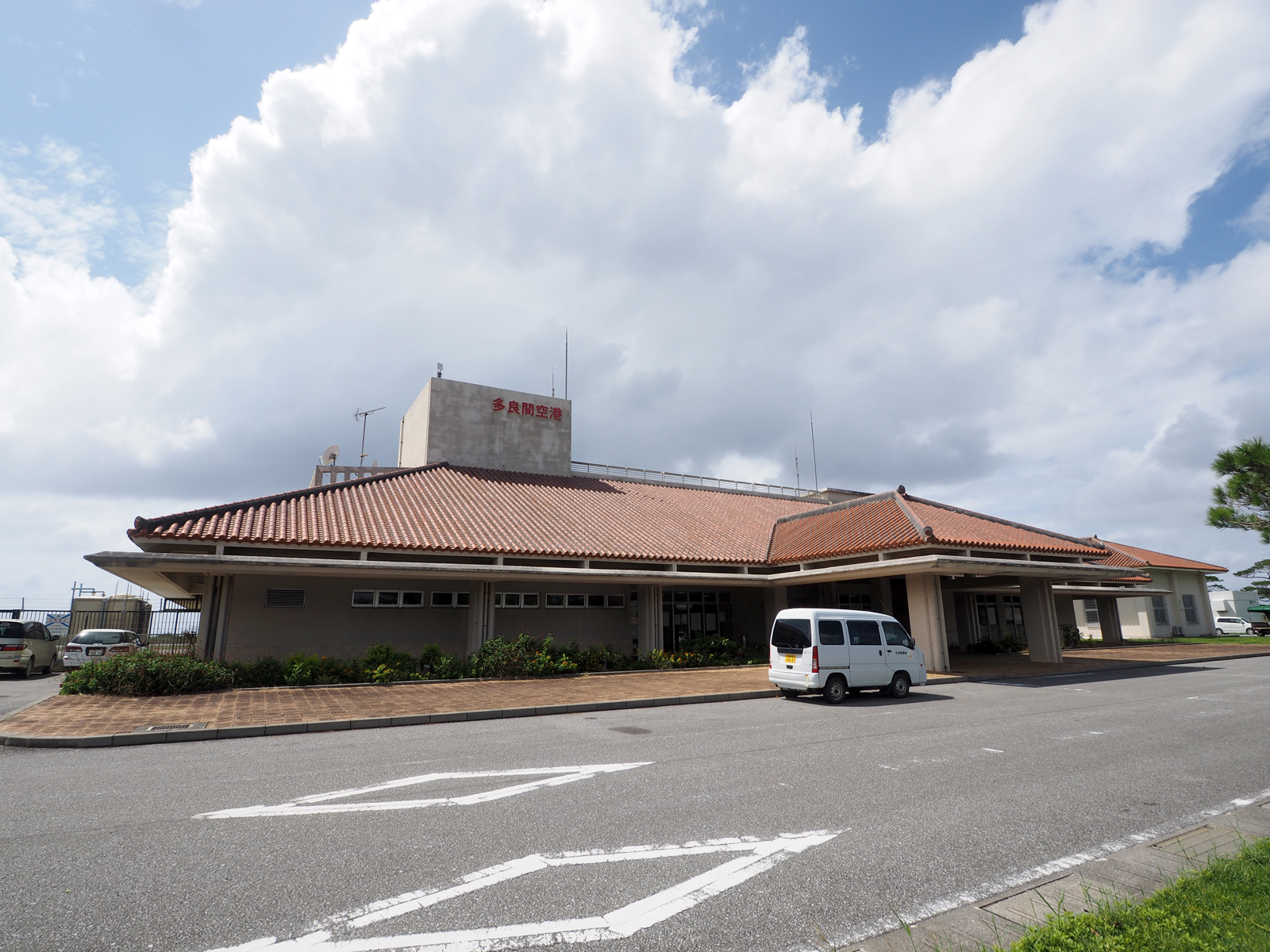
عکسی از درون فرودگاه تاراما

فرودگاه تاراما (به انگلیسی: Tarama Airport) یک فرودگاه همگانی با کد یاتا TRA است که یک باند فرود آسفالت بتن دارد و طول باند آن ۱۵۰۰ متر است. این فرودگاه در کشور ژاپن قرار دارد .